# Lars Bäckman
Lars Åke "Kuprik" Bäckman, född 5 juni 1945 i Ludvika, död 15 maj 2023 i Rättvik, var en svensk kock, som under många år arbetade i USA.
Han flyttade till USA 1969 och var kock på olika hotell men senare även för filmindustrin då han lagade mat som skulle filmas. 1983 återvände han till Sverige och stannade där resten av livet. Han hävdade att han inspirerade Jim Henson till skapandet av karaktären Svenske kocken i Mupparna efter att han i amerikansk TV drabbats av tunghäfta då han garnerade en inkokt lax och följaktligen bara fick fram obegripliga ljud. Han berättade att då han gav sitt tillstånd att använda scenen från programmet ersattes han med 80 dollar av produktionsbolaget bakom Mupparna. Denna historia förnekas dock av Jerry Juhl, manusförfattare för Mupparna.